# 1882 aux échecs
| Années des échecs : 1879 - 1880 - 1881 - 1882 - 1883 - 1884 - 1885    |
| Décennies des échecs : 1850 - 1860 - 1870 - 1880 - 1890 - 1900 - 1910 |

Cet article présente les faits marquants de l'année 1882 aux échecs.

## Championnats nationaux
- Empire allemand : Pas de Congrès[1].
- Canada : Edward Sanderson remporte le championnat[2].

## Divers
- Wilhelm Steinitz et Szymon Winawer terminent premiers au tournoi d'échecs de Vienne.
- Premier club d'échecs en Russie fondé par Mikhaïl Tchigorine.
- Plus longue série de victoires sans défaites (Wilhelm Steinitz, 25 victoires depuis 1873).

## Naissances
- Ossip Bernstein
- Oldrich Duras (30 octobre),  grand maître international lors de la création du titre en 1950
- Akiba Rubinstein, trois fois champion de Russie.

## Nécrologie
- 13 janvier : Samuel Boden
- 28 février : Adolf Zytogorski (en)
- 9 mai : Louis Eichborn (en)
- 18 septembre : Carl Wemmers (en)
- En décembre : Paul Journoud (en)